# 미리엘 주교

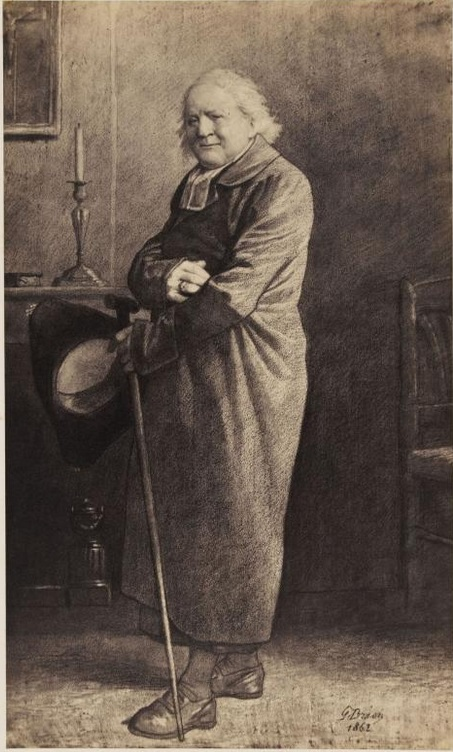
귀스타브 브리옹이 그린 밀리엘 주교, 1862년

밀리엘 주교(프랑스어: Bienvenu Myriel)는 빅토르 위고의 소설 《레 미제라블》의 등장인물이다. 소설 속에서 미리엘 주교는 디뉴 교구(Digne)의 주교로 등장한다. 
1739년경 프로방스에서 출생하였다. 10살 아래의 여동생 바티스틴 양(Mademoiselle Baptistine)과 하녀인 마글루아르 부인(Madame Magloire)과 함께 세 식구가 검소하게 살아가는 주교이다. 바티스틴 양 외에 두 명의 남자 형제가 있으며, 한 명은 프랑스군 장군, 다른 한 명은 도지사(知事)를 지냈다. 그에게는 숭고할 정도의 순수함과 깊은 사랑이 있었으며, 어느 날에는 개미 한 마리를 밟지 않으려다 발목을 삐끗한 적도 있었다. 그러나 한편으로는 몰락한 전(前) 국민공회 의원과 논쟁을 벌이는 등, 확고한 왕당파로 여겨지며 나폴레옹을 싫어한다.
젊은 시절 결혼하여 사교계와 연애에 파묻혀 살았으나, 프랑스 혁명의 혼란 속에서 가족은 뿔뿔이 흩어지고 이탈리아로 망명했다. 폐병을 앓던 아내가 사망한 후, 자식이 없었던 그는 사제가 되어 귀국한다. 1804년 브리뇰의 주임 사제가 된 그는 1806년 디뉴의 주교로 임명된다. 이후 지역의 가난한 주민들을 위해 자선 활동을 계속하고, 스스로는 극도로 검소한 생활을 했기 때문에 '비앵브뉘(Bienvenu, '환영'이라는 뜻) 각하'(Monseigneur Bienvenu)라 불리며 민중의 사랑을 받는다. 그 소문은 디뉴 주변에 퍼져, 산적조차 훔친 성당의 보물을 그에게 돌려보낼 정도이다.
"무지한 사람에게 교육을 베풀고, 사회 스스로가 만들어낸 어둠에 책임을 지는 것이 사회의 의무이다", "죄를 짓더라도 항상 올바른 사람이어야 한다"는 것이 그의 모토이다. 어떤 사건을 계기로 사람이 타인의 생명을 재단하는 사형 제도에 의문을 품게 된다. 그러한 사상과 언행 때문에 그는 출세 가도에서 벗어난 '이단아'가 되어버리지만, 그는 전혀 개의치 않고 자선 활동에 매진하는 나날을 보냈다.
1815년 10월 어느 날, 갈 곳 없는 장 발장을 주교 관저에 묵게 하며 환대했지만, 그날 밤 그에게 은식기를 도둑맞는다. 다음 날 아침 발장은 헌병에게 붙잡히지만, 미리엘 주교는 그를 나무라지 않고 "식기는 내가 그에게 준 것이오"라고 말하며 풀어주게 한다. 어안이 벙벙한 발장을 향해, 은 촛대 두 개를 더 내밀며 "정직한 사람이 되기 위해 이 은그릇들을 사용하시오"라고 타이른다. 예로부터 전해 내려오는 몇 안 되는 보물과 고모할머니의 유품을 맡긴 그의 행동은 발장의 인간성을 크게 바꾸어 놓는다.
1821년 초, 82세로 영면하였다. 당시 '마들렌 씨'였던 발장은 그 소식을 듣자마자 그를 위해 상복을 입고 지냈다.
소설의 배경이 되는 시기의 실제 디뉴 주교였던 비앵브뉘 드 미올리(1753년~1843년)는 소설 속 밀리엘 주교의 모델이기도 하다.